# Overo
Overo es un lugar de la parroquia de Trasona, Corvera de Asturias, España. Overo está situado en las cercanías de la presa del embalse de Trasona, a una altitud de 20 m s. n. m.
Tiene una población de 57 habitantes. Aunque la mayoría de las casas son unifamiliares de tipo chalé, conserva alguna casa de arquitectura tradicional, con corredor de madera y tenada horrios y paneras.
Tiene acceso a través de la carretera local CV-1.
- Datos: Q11248833